# Ain’t It Fun
Az Ain’t It Fun egy dal a The Dead Boys amerikai punk együttes 1978-as, második stúdióalbumáról, a We Have Come for Your Childrenről. Eredetileg Gene O'Connor (később Cheetah Crome) és Peter Laughner írta a dalt egy protopunkegyüttessel, a Rocket from the Tombsszal. A dalt később a Guns N’ Roses híres hard rock együttes dolgozta fel, az 1993-as The Spaghetti Incident? albumra; majd kislemezként is megjelentették és a 2004-es Greatest Hits albumra is felkerült. Mikor a Rocket from Tombs újraegyesült 2004-ben, felvették a dalt és rátették a Rocker Redux albumukra. A Rollins Band is elkészítette a maga feldolgozását, ami a 2001-ben megjelent A Nicer Shade of Red kapott helyet.

## Fordítás
- Ez a szócikk részben vagy egészben  Ain't It Fun című angol Wikipédia-szócikk fordításán alapul.  Az eredeti cikk szerkesztőit annak laptörténete sorolja fel. Ez a jelzés csupán a megfogalmazás eredetét és a szerzői jogokat jelzi, nem szolgál a cikkben szereplő információk forrásmegjelöléseként.

## Külső hivatkozások
- Az Ain’t It Fun című dal szövege